# Boîte à sable (génie civil)
Pour les articles homonymes, voir Boîte à sable.
Les boîtes à sable sont des dispositifs permettant le réglage précis de la hauteur de masses très lourdes, utilisés notamment lors de la construction de la tour Eiffel. Elles sont également utilisées lors du décintrement.
« Les boîtes à sable sont des cylindres en tôle de 0,50 m de hauteur et de 0,40 m de diamètre que l'on remplit en partie de sable très sec et dans lesquels on introduit un tampon de chêne fortement fretté de 0,50 m de hauteur, formant un piston. Le cylindre porte à sa base un trou qu'on ferme avec une fiche en bois. Si on retire cette fiche et qu'on gratte par l'ouverture le sable contenu dans le cylindre, ce sable s'écoule, mais l'écoulement s'arrête dès qu'on ne le provoque plus. Il s'ensuit qu'on peut régler la descente du piston avec une extrême lenteur et l'arrêter exactement comme on le désire. »